# Fanatismo religioso

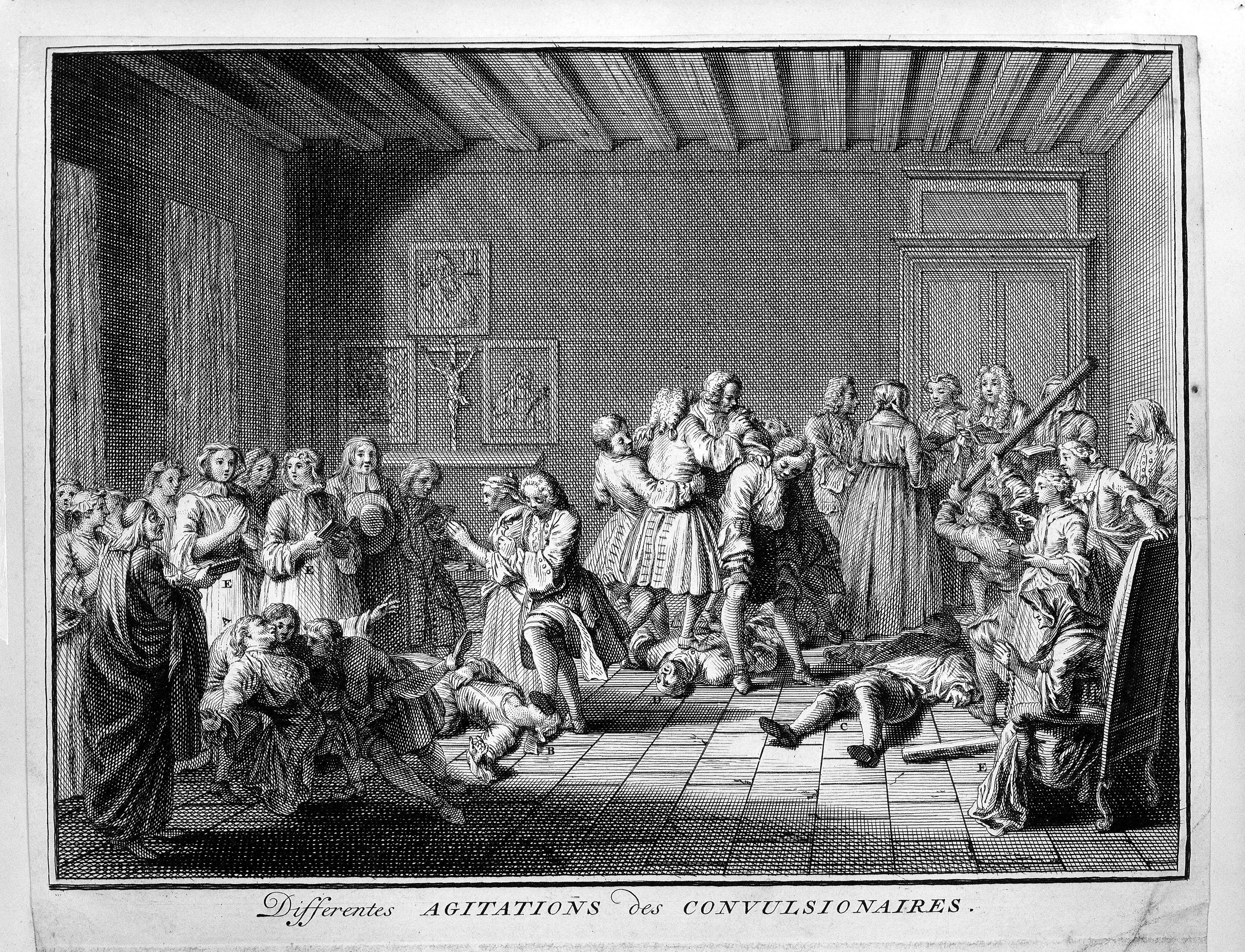
Membros da seita jansenista tinham convulsões e espamos como resultado do seu fanatismo religioso. Gravura de Bernard Picart

Fanatismo religioso é uma forma de fanatismo caracterizada pela devoção incondicional, exaltada e  completamente isenta de  espírito crítico, a uma ideia ou concepção religiosa. Em geral, o fanatismo religioso também se caracteriza pela  intolerância em relação às demais crenças religiosas. Um fanático religioso é, muitas vezes, um indivíduo disposto a se utilizar de qualquer meio para afirmar a primazia da sua fé sobre as demais. 
O termo 'fanatismo' tem uma origem religiosa (do latim.  Fanaticus (vocábulo  latino derivado de fanum,  'templo', significando 'pertencente ao templo; inspirado pelos deuses'), entre  os romanos,  era o indivíduo inspirado pela  divindade ou  "impregnado" da presença divina. Os gregos, por sua vez, usavam a palavra ενθουσιαστές , entousiastés  (de ενθουσιάζω, entousiazo: ser inspirado por deus"), da qual deriva o termo "entusiasmo", em português. Essa proximidade entre os termos  'fanatismo' e 'entusiasmo'  caracterizou inicialmente o uso   filosófico do termo, no século XVIII. Segundo  Lord Shaftesbury (1671 – 1713),  da palavra 'entusiasmo' ter-se-ia originado o uso do termo 'fanatismo' no sentido original,  usado pelos antigos, de "aparição que captura a mente". 
Logo, porém, os dois termos se distanciaram:  'entusiasmo' manteve um sentido positivo, enquanto 'fanatismo' tornou-se sinônimo de exaltação cega e perigosa,  em razão da qual se está pronto a usar a violência contra quem não compartilha das mesmas ideias. Foram os iluministas franceses, em particular, Voltaire  (1694 — 1778), que fizeram do fanatismo objeto de polêmica, associando-o à superstição, especialmente religiosa, e suas consequências violentas, como as guerras e perseguições. Note-se que, na época, a Europa recentemente havia saído de um longo período de sangrentas guerras religiosas (desde o início do século XVI até meados do XVII) entre católicos e protestantes, além das perseguições a que eram submetidos, por parte das várias igrejas, os supostos hereges.  Ademais, todos os estados tinham uma religião oficial, e negá-la era um crime. Enfim, o fanatismo ‒ entendido como devoção cega a um conjunto de ideias, implicando o uso de violência para sua afirmação ‒ foi, até o século XVIII, um fenômeno essencialmente religioso. Naquela época, tal como na atualidade, o fanatismo religioso não se limitava aos adeptos de  uma  ou outra religião em especial. 